# کردی کلهری

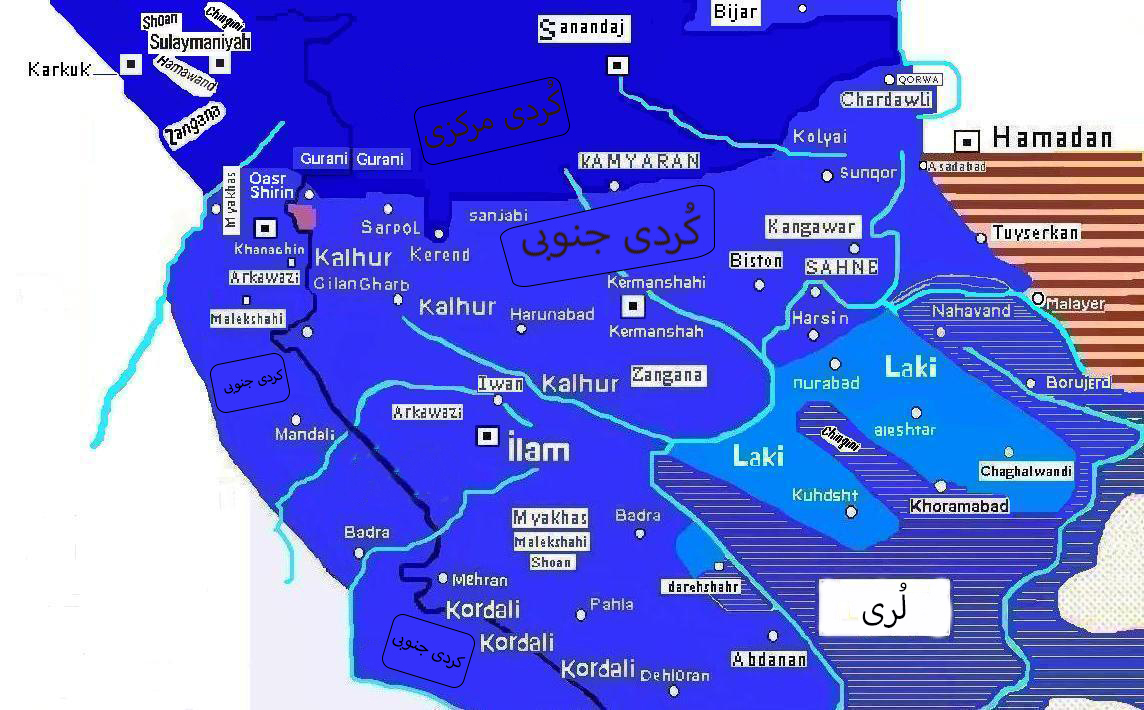
گویش کُردی جنوبی: در میانه نقشه لهجه‌ها و زیر لهجه‌های متعدد آن مشخص شده.

کَلهُری (به کُردی: کەڵھوڕی، Kelhûrî) یکی از گویش‌های اصلی زبان کردی است که در مناطق غرب ایران رواج دارد. در گذشته از عنوان کردی کلهری برای نام بردن از تمام زیرشاخه‌های کردی جنوبی ، که شامل لهجه‌های گوناگون و متعددی ازجمله  چرداولی (چهاردولی)، ایلامی (فیلی)، خانقینی، زنگنه‌ای-سنجاوی، قصری-کرماشانی، گروسی است، استفاده می‌شد. کلهری در ایران عمدتاً‌ در استان کرمانشاه و شمال استان ایلام و در کردستان عراق در شهرهای خانقین، مندلی، زرباتیه، جلولا، جسان، کلار و کفری رواج دارد و گویش اول بخش قابل‌توجهی از مردم کُرد به شمار می‌آید. مرکزیت کلهر نیز شهرستان های ایوان غرب، گیلانغرب و اسلام آباد غرب است و همچنین در بخش هایی از سرپل زهاب و قصرشیرین هم این گویش رواج دارد.

## کلهری
کلهری یکی از بکرترین گویش‌های زبان کردی است و با توجه به قرار گرفتن مناطق سکونت گویشوران این زبان بر سر یکی از شاهراه‌های مهم تاریخی دنیا که همانا راه ارتباطی فلات ایران به بین‌النهرین می‌باشد و در دوران پس از اسلام نیز حملات متعددی از عرب‌های مسلمان را به خود دیده و پس از آن نیز هجوم مغولان را نیز تجربه کرده و در دوران اخیر نیز با توجه به رونق سفرهای زیارتی به عتبات عالیات و رفت‌وآمد سایر اقوام و ملل در این ناحیه توانسته ساختار زبانی خود را طبق شالوده‌های اصیل زبان کردی حفظ نماید و از امتزاج و استحال در دیگر زبان‌ها مصون ماند. به گونه‌ای که منابع فولکلور آن یکی از غنی‌ترین و اصیل‌ترین منابع برای پژوهش گران عرصهٔ زبان کردی است؛ و در سال‌های اخیر نیز با توجه به رونق ابزارهای ارتباط جمعی و فراوانی و گستردگی دایرهٔ زبانی و تعدد گویشور شاهد رخنمایی آن در عرصهٔ ادبیات روز کردی در مناطق کردنشین ایران و حتی سایر بخش‌های کردستان بوده‌ایم.
ایل کلهر به‌عنوان یکی از بزرگ‌ترین ایلات کردزبان براساس تحقیقات چندسالهٔ معتبرترین دانشگاه آمریکا (دانشگاه هاروارد) بزرگترین ایل کرد در کردستان است که در طول تاریخ نقش مهمی در تحولات کردستان، ایران و عثمانی ها داشته‌است.
مناطق کلهر نشین شامل ایوان غرب، اسمان اباد، اسلام‌آباد غرب، گیلان غرب، بخش‌هایی از سرپل ذهاب، سومار، نفت شهر، ماهیدشت، برخی نواحی کرمانشاه، قصرشیرین هستند.
همچنین در جنوب استان آذربایجان غربی هم شهر محمودآباد (شاهین‌دژ) به طور کامل کلهر نشین است.

زبان ایل کلهر ، کردی کلهری است. ایل کلهر در طول تاریخ خود مورد بغض و کینهٔ کرد ستیزان قرار گرفته‌است که می‌توان اقدامات مغرضانه را علیه ایل در سه دسته مورد بررسی قرار داد:
اقدامات سیاسی ـ نظامی:
۱- تجزیه ایل کلهر و تبعید طوایف مختلف آن که از زمان ترکمنان و صفویه شروع شده و تا زمان قاجار ادامه داشته و طوایف زیادی از این ایل به نواحی خارج از کردستان از جمله قزوین، قم، سیستان، کرمان، خراسان شمالی تایباد نواحی شمالی افغانستان، خوزستان، فارس، لرستان، گیلان، مازندران، گرگان و... تبعید شده‌اند.
۲- اقدامات نظامی: که بارها و بارها توسط ارتش ایران و عثمانی مورد هجوم قرار گرفته و حکومت‌های خودمختار و مستقل مانند (حکومت ذوالفقارخان کلهر در بغداد در زمان صفویه) سرنگون شده و از بین رفته‌است.
۳- تبعید و کشتن بزرگان ایل مانند کشته شدن ذوالفقار خان... یا تبعید چندساله و زندانی شدن بزرگان مانند زندانی شدن خان منصور یا عباس خان که باعث فروپاشی قدرت ایل در زمان‌های خاصی شده‌است.

## تاریخچه ایل کلهر
دولتشاهی در کتاب جغرافیای غرب ایران یا کوه‌های ناشناخته اوستا، اسامی مکان‌هایی همانند: زواره کوه، هفت آشیان، زویری، مِرِگ، مانِشت، گُواوِر، تجر، سر و ناو و…) که امروزه نیز به همان اسامی نامیده می‌شوند را به اقوام اسطوره ای ایران (پیشدادیان و کیانیان) منتسب می‌کند. چون اغلب این مکان‌ها در حوزه حضور گویش کلهری قرار دارند، بی ربط نیست اگر بگوییم ایل کلهر که از زمان‌های دور در همین منطقه می‌زیسته یکی از ریشه دارترین اقوام آریایی است.
صاحب نظران، محققین و مستشرقین و ایران شناسان غیر ایرانی همگی بر این عقیده اند که: کلهرها از قدیمی‌ترین طوایف آریایی هستند که در غرب ایران سکونت داشته‌اند و در طول تاریخ مرزبانان وطن دوست و ایران خواه بوده‌اند. چه قبل از ظهور اسلام که با انتساب نژاد خود به پهلوانان شاهنامه این پیوند را پاسدار بوده‌اند و چه پس از ظهور اسلام که به سنت‌های خود پایبند بوده‌اند. راولینسون دربارهٔ قدمت و موقعیت ایل کلهر با صراحت اذعان می‌دارد کلهرها قدیمی‌ترین ایل در غرب ایران می‌باشند در کتاب شرفنامه، بدلیسی از کلهرها به عنوان فرزندان گودرز گیو و بخت النصر نام می‌برد، همچنین در نظریه ای دیگر که بیشتر به خیال می‌ماند تا تاریخ حقیقی راولینسون در سال ۱۸۳۶ میلادی مردمان کلهر را با مردم یهودی ساکن در بیت‌المقدس مرتبط می‌سازد که این نظریه توسط دانشنامه ایرانیکا مورد تردید جدی قرار گرفته شده و از آن به عنوان نظریه ای خیالی ذکر شده‌است.
بدلیسی در کتاب شرفنامه در ارتباط با حکام کلهر چنین می‌نویسد: ایشان منحصر بر سه شعبه: ۱- حکام پلنگان ۲- امراء درتنگ ۳- امراء ماهیدشت هستند و نسب به گودرز بن گیو (پهلوان اسطوره ای) می‌رسانند.
و گیو در زمان سلاطین کیان [کیانیان] والی شهر بابل بود که به کوفه اشتهار داشت، و از او رهام نام پسری بوجود آمد که حسب الحکم بهمن کیانی، لشکر به شام و بیت‌المقدس و مصر کشید، خرابی و قتل بسیار نمود. چندان از قوم بنی اسرائیل به قتل آورد که از خون ایشان آسیاب به گردش آمده. مورخان بخت النصر از او تعبیر کرده‌اند آخر بخت النصر قدم بر سریر سلطنت نهاد از آن تاریخ حکومت آن دیار، در دست اولاد ایشان است و عشیرت اشان را گوران می‌خوانند. در اینجا برای اولین بار انتساب کلهرها را به گودرز گیو شاهد هستیم. حتی بدلیسی بر خلاف خداینامه‌های قدیمی و شاهنامه که به اشتباه گیو را فرزند گودرز دانسته‌اند، گودرز را فرزند گیو دانسته که حقیقتی تاریخی را در خود نهفته دارد. اگر چه بدلیسی نیز همانند علامه مردوخ در نسبت دادن گیو به دوران کیانی همانند او دنباله رو مورخین پیشین بوده‌است.
امروزه بنا به تحقیقات علمی صورت پذیرفته، می‌توان اذعان کرد گودرز گیوی که شرف خان بدلیسی از آن سخن رانده‌است بدون تردید گودرز دوم از فئودال‌های قدرتمند و پادشاه اشکانی / پارتی است. پیش از این هرتسفلد این گودرز را گودرز اول شناخته بود ولی با توجه به نقش برجسته و کتیبه بجای مانده از دوره اشکانیان در بیستون استان کرمانشاه و عبارت «گودرز پسر گیو» و اذعان به اینکه گودرز اول پسر اردوان سوم اشکانی بوده‌است نظریه بدلیسی به اینکه کلهرها از نوادگان گودرز دوم (۵۱–۴۴ ق. م) - فئودال مقتدر اشکانی از شاخه فرعی اشکانیان وابسته به سلطنت- هستند تقویت می‌شود. گودرز دوم به مدت چند سال توانست بر تخت سلطنت اشکانیان تکیه بزند و بعدها بر اثر توطئه ای توسط بزرگان اشکانی به قتل رسید. آندره ورستاندیک با اذعان به اینکه گودرز دوم هوادارانش را در مدی (ماد) اسکان داده بود تا از آنها بر علیه مهرداد برای تصاحب تاج و تخت استفاده کند این نظریه را تقویت می‌کند.
بدلیسی در جای دیگر اشاره می‌کند: نهنگ دریای محنت و پلنگ کوهسار مشقت، فرهاد که در زمان خسرو پرویز ظهور کرده از طایفه کلهر است. این سخن روایت سینه به سینه مطلعین ایل را که جوانان کلهر بر قله‌های زاگرس آتش‌افروز جشن‌های باستانی و حامل تندیس‌ها ی هنری و مذهبی بر صخره گاه‌های صعب العبور علی‌الخصوص بیستون بوده‌اند را قوت می‌بخشد.
حکام پلنگان
از میان حکام پلنگان، از چهار نفر بیشتر نام برده‌است که اولین آن‌ها غیب الله بیگ نام داشته‌است که مردی صالح و عابد و فاضل بوده‌است وی به اطاعت شاه اسماعیل صفوی درآمد و چون فوت کرد پسرش محمد بن غیب الله بیگ به جانشینی او منصوب شد.
پس از مرگ شاه اسماعیل اول و به سلطنت رسیدن شاه طهماسب صفوی، محمد بن غیب الله، از سوی دیوان شاه طهماسب به حکومت پلنگان منصوب شد و او مردی فاضل و عادل و منصف بود و به فضلا و علما بسیار احترام می‌گذاشت و در پلنگان مدرسه ساخت و شاه طهماسب دختر او را به زنی گرفت. او چهار پسر به نام‌های میر اسکندر و میر سلیمان و سلطان مظفر و جمشید بیگ داشت که قلمرو خود را بین آنان تقسیم کرد و فرزند بزرگش امیر اسکندر، جانشین خود نمود.
پس از مرگ محمد پسرش امیر اسکندر، در قزوین به خدمت شاه طهماسب رفت و منشور حکومت آن ولایت را به دست آورد و در زمان فرمانروایی شاه اسماعیل دوم امیر اسکندر به خدمت او رفت و با احترام بسیار مورد توجه شاه اسماعیل دوم قرار گرفت و فرمان حکومت پلنگان را از وی گرفت و مدت بیست سال حکومت کرد.
پس از مرگ امیر اسکندر، سولاغ حسین تکلو که از طرف شاه اسماعیل حاکم دینور بود به قلعهٔ پلنگان حمله برو آنجا را تصرف کرد و سلطان حسین، برادر سولاغ، از ترس برادرش فرار کرد و به محمود پاشا، حاکم شهر زور، پناه برد و با مرگ شاه اسماعیل دوم، حاکم عثمانی شهر زور قلعهٔ پلنگان را تصرف کرد. از دیگر حکام پلنگان می‌توان از درویش بیگ اول و صفی خان (متوفی ۱۱۴۰ ه‍.ق) و الله وردی سلطان که تا سال ۱۱۵۳ ه‍.ق حکومت کرد و درویش بیگ دوم که در سال ۱۲۰۵ ه‍.ق درگذشت و صفی بیگ دوم که تا سال ۱۲۴۰ ه‍.ق حاکم جوانرود و روانسر بود، نام برد.
امراء کلهر درتنگ
گروه دوم از امرای کلهر، امرای درتنگ هستند که به ولایت حلوان معروف بوده‌است و حلوان، سرپل ذهاب امروزی است. اولین امیر این خاندان سهراب بیگ نام داشته که مردی شجاع و بخشنده و نامدار بوده‌است و نواحی پاوه، باسکه و آلانی و قلعه زنجیر روانسر و دوان و زرمانیکی را در تصرف خود داشته‌است. پس از مرگ او پسرش، عمر بیگ، به امارت رسید که در آغاز آدمی ناپاک و خونریز و شراب خوار بوده‌است ولی بعد، از گناهان خود توبه کرد و مدتی بعد به خدمت شاه سلیمان رسید او آدمی شجاع و بخشنده و جوانی سرآمد بود و از حدود دینور تا بغداد در تصرف او قرار داشت. وی آدمی ثروتمند بود و گوسفندان زیادی داشت.
امراء کلهر ماهیدشت (مادی دشت)
گروه سوم از امرای کلهر، امیران ماهیدشت هستند که در قسمت‌های شمالی استان ایلام کنونی (ماهیدشت کنونی) فرمانروایی داشته‌اند. از امرای بنام آنها می‌توان از شهباز و فرزندش القاس نام برد.
ولادیمیر مینورسکی بر این باوراست که ایل کلهر همانند دیگر ایل شیعه کرد پازوکی روابط نزدیکی با دربار صفویه داشته‌اند. ایرج افشار سیستانی در تحقیقات خود راجع به کلهرها می‌نویسد: از ابتدای دوره شاه طهماسب اول(۱۵۷۶–۱۵۲۴ م) تاریخ نویسان ضمن سخن از حاکم کردان کلهر می‌نویسند:کوچ نشینان کلهر، بین کرمانشاهان و مرز ایران ساکن بودند و گویا در ابتدای امر نفوذ دولت ایران در آنان اندک بوده‌است. ضمن وقایع سال ۱۵۴۴م مآخذ چنین می‌گویند: که گروهی برای تنبیه عشایر کلهر که همواره یاغی بودند فرستاده شد. ایل کلهر در دوره صفویه بیشتر در نواحی ماهیدشت تا مندلی به زیست مشغول بوده‌اند و به گفته منابع همیشه ۵۰۰ نفر یاساقی را آماده خدمت می‌کرده و ظاهراً حاکم ایل دارای موقعیت مستقلی بوده‌است.
نادر پس از انتخاب به پادشاهی ایران در دشت مغان سیاست جابجایی ایلات و عشایر را به اجرا درآورد و چون از نافرمانی ایل کلهر با خبر بود برای کم کردن قدرت آنها در منطقه کرمانشاه گروه زیادی از اعراب میش مست و ترکمانان را به قلعه کرمانشاه فرستاد.
ابوالحسن گلستانه می‌نویسد: «نادر شاه(۱۱۴۸–۱۱۶۰ه‍.ق) نیز در بنای قلعه معروف کرمانشاهان از بیم و قیام ایل کلهر به جای استقرار سواران وجنگجویان قلمرو زنگنه وگوران، بسیاری از اعراب ترکمان واعراب میش مست خراسانی را کوچانیده ودر قلعه مستقر ساخت. چون با اعتراض نجف قلی خان ایل بیگی کلهر مواجه گردید. دستوربه کور کردن او داد، که چشمانش را میل کشیدند». پس از مرگ نجف قلی خان ایوانی ایل بیگی کلهر که به دستور نادر کور شده بود. علی خان ایوانی کلهر ایل بیگی کلهر را به دست آورد با به قتل رسیدن نادر با استفاده از هرج ومرج اوضاع داخلی کلهرها بر سر اعراب میش مست و ترکمان که در قلعه مستقر بودند ریخته آنها را از پای درآوردند. آنها همچنین از حامیان به سلطنت رسیدن کریم خان زند بودند. اما کریم خان زند در مدت سلطنت خود از هیچ‌یک از طوایف و رؤسای ایل کلهر در دربار خود استفاده ننمود و بیشتر از روسای ایل کلهر برای حفاظت از مرزهای غربی در برابر تهاجمات عثمانی‌ها استفاده می‌نمود.
دکتر کریم سنجابی در کتاب ایل سنجابی، مجاهدت ملی ایران می‌نویسد: بزرگ‌ترین ایل کرمانشاه و بلکه یکی از بزرگ‌ترین ایل‌های کرد در زمان حاضر ایل کلهر است. مردمان ایل کلهر رشید، سوارکار، باسخاوت، مهمان نواز و با نشاط هستند. این ایل بزرگ مجموعاً مشتمل بر بیست تا سی هزار خانوار است و از طوایف و تیره‌های مختلف ترکیب یافته‌است. مردم کلهر تماماً شیعه هستند و محدودی علی اللهی هم دارند. این ایل در گذشته یک ایلخانی داشته و دارای بهترین املاک و مراتع بوده‌است. سرزمین محلات آن‌ها در قسمت جنوب ولایت کرمانشاهان، تقریباً از پشت دروازهٔ شهر تا حدود سر حد گسترده و متصل به یگدیگر است. در دوره رضا شاه پهلوی نواحی قلمرو ایل کلهر، باوند پور نامیده می‌شد.
از برجسته‌ترین رؤسای ایل کلهر می‌توان به ذوالفقارخان کلهر، داود خان کلهر و سلیمان خان کلهر (سلیمان خان قبادیانی) اشاره نمود. ذوالفقار خان کلهر در دوره صفویه قلمرو ایل کلهر تا شهر بغداد عراق گسترش داده بود. آخرین رئیس مقتدر ایل کلهر داود خان کلهر بود که در حمایت از محمد علی شاه قاجار و سالار الدوله در نبرد با مشروطه خواهان کشته شد. پس از وی عباس خان کلهر در دوره رضا شاه مدتی در زندان به سر برد و پس از جنگ جهانی دوم و خروج رضا شاه از زندان آزاد شد.

## اعتبار گویش کلهری
منبع معتبری که برای تمیز دادن ایلات و طوایف گوناگون کرد(سده دهم قمری) و گویش‌های مختلف آن، از آن بهره می‌گیرند کتاب شرفنامه از امیر شرف‌خان بدلیسی است که در آن زبان کردها را به چهار گویش: کرمانجی، کلهری، هورامی و سورانی تقسیم می‌کند و مبین این مطلب است که گویش کلهری یکی از چهار گویش مستقل و مهم زبان کردی است.

## ادبیات کردی کلهری
قدیمی‌ترین اثری که از گویش کردی کلهری به جای مانده است دیوان شاکه و خان منصور (شاعران ایوانی و چواری) است. پس از این دیوان، اثر مکتوب دیگری بر جای نمانده، تا دهه ۸۰ قرن بیستم میلادی که اشعار چند تن از شاعران کرد کلهر مانند شامی کرمانشاهی و پرتو کرمانشاهی چاپ شد. آغاز رشد ادبیات کلهری به پس از جنگ ایران و عراق بازمی‌گردد. از آن زمان تاکنون شاعران زیادی به این گویش از زبان کردی شعر سروده و آثار خود را به چاپ رسانده‌اند. همچنین در دهه ۸۰ خورشیدی نگارش داستان به این گویش آغاز شده‌است. در همین دوره در کردستان عراق هم نوشتن به این گویش از زبان کردی شدت بیشتری گرفته‌است. از شاعران و نویسندگان سرشناس کلهرزبان، می‌توان به افراد زیر اشاره کرد:
- عباس جلیلیان
- علیرضا خانی
- علی الفتی

## مقایسۀ گویشی کردی کلهری با کرمانجی،زازاکی و گورانی
|  | کردی مرکزی(سورانی)  | کردی شمالی(کرمانجی)    |  | زبان زازاکی            | زبان گورانی           | کردی کلهری   | فارسی                     |
|  | ------------------- | ---------------------- |  | ---------------------- | --------------------- | ------------ | ------------------------- |
|  | من، ئه‌من            | ئه‌ز(فاعلی)، من(مفعولی) |  | اَزْ (فاعلی)، میِ(مفعولی) | ئه‌من، من              | مه           | من                        |
|  | تۆ، ئه‌تۆ، ئه‌تو      | تو، ته                 |  | تیِ, تو                 | تۆ، ئه‌تۆ، تو          | ته/ ت        | تو                        |
|  | من/ئه‌من ئه‌که‌م/ده‌که‌م | ئه‌ز دکم                |  | اَزْ کَنا                 | ئه‌من/من که‌روو/مه‌که‌روو | مه که‌م       | من می کنم، من انجام می‌دهم |
|  | من/ئه‌من ئه‌چم/ده‌چم   | ئه‌ز دچم                |  | اَزْ شِینا                | ئه‌من، من لوو/مه‌لوو    | مه چم        | من میروم                  |
|  | زۆر، فره            | پڕ، زاف                |  | زافْ، خَیْلی، بوُل         | زۆر/فرا               | فره          | زیاد، بسیار               |
|  | وت                  | گۆت، *بێت              |  | وا، وات                | ڤات/وات               | وەت          | گفت                       |
|  | ئێستا، هه‌نووکه      | نها، نکا               |  | ناوْ، نیکا، اینکا       | ئیسه                  | ئێرنگه/ئێنگە | الان، اکنون               |
|  | هات-                | هات-                   |  | آمه، اومه-             | ئامه-                 | هات          | آمد                       |
|  | ده‌نگ، بانگ          | ده‌نگ                   |  | وَنْگْ                    | ده‌نگ                  | ده‌نگ         | صدا                       |
|  | گه‌وره               | گر، مه‌زن               |  | پیلْ، گِرْدْ، گِرْسْ          | گه‌وره                 | گه‌ورا، که‌لێن | بزرگ                      |
|  | با                  | با                     |  | وا                     | ڤا/وا                 | وا           | باد                       |
|  | باران، وه‌رشت        | باران                  |  | وارَشْ، واریِتْ، یاغَرْ      | واران                 | واران        | باران                     |
|  | خراپ                | خراو                   |  | خراب، خراو             | خاپوور                | خاپوور/خراو  | خراب                      |

## اصطلاحات خویشاوندی در ایل کرد کلهر
نمونه ضرب‌المثلی کردی کلهری دربارهٔ خویشاوندان:
- ئاگر خاسه ده‌م دۊ <> برا خاسه نه چۊ شۊ
آتش خوبه با دم و دود <> برادر هم خوبه ولی نه به جای شوهر

واژه‌های مربوط به بستگی خویشاوندی که در ایل کلهر ساکن غرب ایران رواج دارند:
| فارسی          | کلهری       | آوانوشت   | موکڕیانی       |
| زن             | ژن          | Žen       | ژن             |
| مرد            | پیا، پیاگ   | Piyā      | پیاو           |
| پدر            | باوگ        | Bāwg      | باب            |
| مادر           | داڵگ        | Dāleg     | دایک           |
| برادر          | برا         | Berā      | برا            |
| خواهر          | خوەیشک      | Xwašeg    | خوشک           |
| پدربزرگ (جد)   | باپیر       | Bāpir     | باپیرە         |
| مادربزرگ (جده) | داپیر، نه‌نگ | Naneg     | نەنک           |
| عمو            | مه‌موو       | Mamu      | مامە           |
| عمه            | میمگ        | Mimeg     | پور            |
| دایی           | خاڵوو       | Xāllu     | خاڵە           |
| خاله           | میمی        | Mimeg     | پور            |
| داماد          | زاوا        | Zāwā      | زاوا           |
| عروس           | وەۊ         | Waiu      | بوک            |
| زن عمو         | مه‌مووژن     | Mamu žen  | ئامۆژن         |
| زن دایی        | خاڵووژن     | Xāllu žen | خاڵۆژن         |
| زن برادر       | براژن       | Berā jen  | براژن          |
| برادر شوهر     | شۊبرا       | Šü berā   | هێوەر          |
| شوهر خاله      | شۊمیمگ      | Šü mimeg  | مێردی پور      |
| شوهر عمه       | شۊمیمگ      | Šü mimeg  | مێردی پور      |
| زن برادر       | براژن       | Berā žen  | براژن          |
| خواهر شوهر     | دش          | deš       | خوشکەمێرد      |
| هم عروس        | هاو وەۊ     | Hāw waiu  | هاوبوک         |
| باجناغ         | هاوزاوه     | Hāwzāvā   | ئاوازاوا       |
| پسر عمو        | ئامووزا     | āmuzā     | کوڕەمام        |
| دختر عمو       | ئامووزا     | Āmuzā     | کچەمام         |
| پسر دایی       | خاڵووزا     | Xālluzā   | کوڕەخاڵ        |
| دختر خاله      | میمه‌زا      | Mimezā    | کچەپور         |
| پسر خاله       | میمه‌زا      | Mimezā    | کوڕەپور        |
| دختر عمه       | میمه‌زا      | Mimezā    | کچەپور         |
| پسر عمه        | میمه‌زا      | Mimezā    | کوڕەپور        |
| پسرم           | کوڕم        | Kurrem    | کوڕم           |
| دخترم          | دویه‌تم      | Düatem    | کچم            |
| برادر زاده     | برازا       | Berāzā    | برازا          |
| خواهر زاده     | خوارزا      | Xouārzā   | خوارزا/خوشکەزا |